# Хопельчен
Хопельче́н (исп. Hopelchén) — город в Мексике, в штате Кампече, входит в состав одноимённого муниципалитета и является его административным центром. Численность населения, по данным переписи 2020 года, составила 8048 человек.

## Общие сведения
Название Hopelchén от майянских слов: ho, pel и chen, что можно перевести как место пяти колодцев.
Поселение было основано в 1621 году как миссия для евангелизации местного населения.
В 1667 году был построен францисканский монастырь, а поселение стало промежуточной точкой на дороге из Сан-Франсиско-де-Кампече в Мериду. Вскоре Хопельчен также стал важным торговым центром, где различные группы майя обменивались своими товарами.
В 1959 году губернатор Альберто Труэба Урбина присвоен Хопельчену статус города.

## Население
| Год  | Численность | Численность |
| ---- | ----------- | ----------- |
| 2000 | 6519        | [ 5 ]       |
| 2005 | 6760        | [ 6 ]       |
| 2010 | 7295        | [ 7 ]       |
| 2020 | 8048        | [ 8 ]       |